# 진자

진자(振子, pendulum)는 진동자의 준말로 고정된 한 축이나 점의 주위를 일정한 주기로 진동하는 추이다. 단진자는 실의 맨 끝에 추를 달아서 연직면 내에서 진동하게 만든 것이며, 중력에 의해 평형점을 중심으로 진동운동을 반복한다. 주로 진자 시계에 이용되었으며, 가속도계와 지진계 등의 과학 도구에 사용되고 있다.

## 수학적 설명
이상적인 진자의 운동은 다음 미분방정식의 형태로 표현된다.
{\displaystyle {\frac {d^{2}\theta }{dt^{2}}}+{\frac {g}{l}}\sin \theta =0}
이때 이상적인 진자란, 다음의 전제를 포함한다.
- 줄의 질량은 무시할 수 있을 정도로 작다.
- 추는 부피가 없는 하나의 질점으로 취급한다.
- 운동은 2차원에서만 일어난다.
- 저항이나 마찰력에 의해 에너지 손실이 없다.
- 균일한 중력장 속에서의 운동이다.
- 축은 움직이지 않는다.

### 방정식의 유도

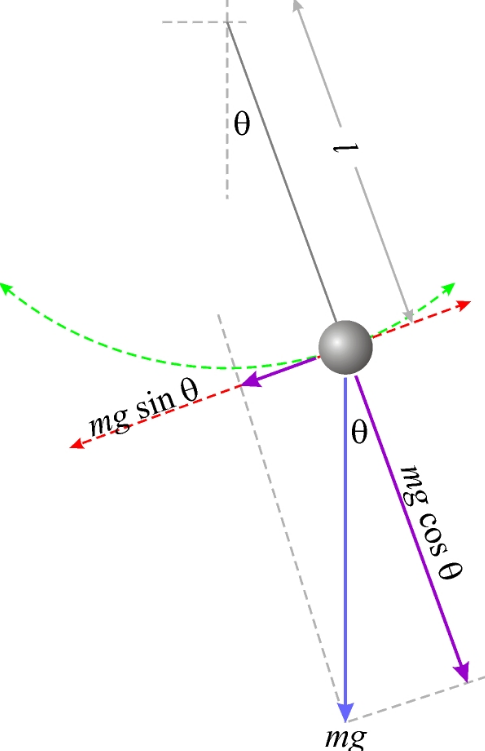
진자에 작용하는 힘

오른쪽 그림과 같이 진자의 추에는 중력과 장력이 작용한다. 두 힘의 합력은 다음과 같이 나타난다.
{\displaystyle -mg\sin \theta }
한편, 미소 거리 {\displaystyle dx}는 미소 각 {\displaystyle d\theta }와 다음의 관계를 가진다.
{\displaystyle dx=ld\theta }
이때 {\displaystyle l}은 변하지 않기 때문에, 한 번 더 미분하면 다음 관계를 얻는다.
{\displaystyle d^{2}x=ld^{2}\theta }
따라서 뉴턴의 제 2법칙({\displaystyle F=ma=m{\frac {d^{2}x}{dt^{2}}}})에 의해,
{\displaystyle -mg\sin \theta =m{\frac {ld^{2}\theta }{dt^{2}}}}
정리하여 다음을 얻는다.
{\displaystyle {\frac {d^{2}\theta }{dt^{2}}}+{\frac {g}{l}}\sin \theta =0}

### 진폭이 작은 진자의 운동
진자의 운동을 기술하는 식 {\displaystyle {\frac {d^{2}\theta }{dt^{2}}}+{\frac {g}{l}}\sin \theta =0}에서, 진폭, 즉 각이 작다면 {\displaystyle \sin \theta \approx \theta }로 어림이 가능하다. 따라서 다음 식을 얻게 된다.
{\displaystyle {\frac {d^{2}\theta }{dt^{2}}}+{\frac {g}{l}}\theta =0}
위 식은 단순 조화 운동의 방정식이다. 이 방정식의 해는 다음 꼴로 나타난다.
{\displaystyle \theta (t)=A\sin(\omega {}t-\phi )}
이때 각속도 {\displaystyle \omega ={\sqrt {g/l}}} 이고, 진폭 {\displaystyle A}와 위상 {\displaystyle \phi }는 진자의 초기 위치와 속도에 의해 결정되는 값이다.

### 진동 주기
진폭이 작을 때, 진자의 진동 주기 {\displaystyle T}는 {\displaystyle 2\pi /\omega }로 구해진다.
{\displaystyle T=2\pi {\sqrt {\frac {l}{g}}}}
즉, 진자의 주기는 중력가속도 {\displaystyle g}와 줄의 길이 {\displaystyle l}에만 의존하고, 추의 무게와는 관련이 없다.
진폭이 클 때, 주기는 진폭에 따라 점차 증가한다. 실제 주기는 여러 형태로 표현될 수 있으며 아래는 한가지 예이다.
{\displaystyle T=2\pi {\sqrt {L \over g}}\left(1+{\frac {1}{16}}\theta _{0}^{2}+{\frac {11}{3072}}\theta _{0}^{4}+\cdots \right)}

## 같이 보기
조화 진동자